# Gustaf Toll
Gustaf Axel Toll, född den 19 januari 1831 på Frösåker i Kärrbo socken, Västmanlands län, död den 16 december 1912 i Stockholm, var en svensk militär. Han var bror till Carl Florus Toll, far till Karl Toll, farbror till Johan August Toll och kusin till Oswald Toll.
Toll tillhörde som officer, sedan 1850, Upplands, Närkes och Värmlands regementen samt Dalregementet, vars chef han blev 1885. Han var generalmajor och chef för VI. arméfördelningen 1894–1899, varefter han, förut adjutant hos hertigen av Dalarna och kammarherre, blev hovmarskalk hos änkehertiginnan av Dalarna. Toll var en synnerligen dugande och värderad truppofficer. Han invaldes 1898 som ledamot av Krigsvetenskapsakademien. Toll blev kommendör med stora korset av Svärdsorden 1902.